# 크로스게이트 (켄터키주)

크로스게이트(Crossgate)는 미국 켄터키주 제퍼슨군의 도시이다. 2010년 인구 조사에 따르면 인구 수는 225명이다.

## 지리
크로스게이트의 위치는 제퍼슨군 북동부 북위 38° 16′ 45″ 서경 85° 37′ 47″ / 북위 38.27917°  서경 85.62972°  (38.279131, -85.629609)에 위치해 있다.

## 인구
| 인구조사              | 인구 | Note  | %±     |
| --------------------- | ---- | ----- | ------ |
| 1970년                | 278  |       | —      |
| 1980년                | 292  |       | 5.0%   |
| 1990년                | 261  |       | −10.6% |
| 2000년                | 251  |       | −3.8%  |
| 2010년                | 225  |       | −10.4% |
| 2016 (추산)           | 229  | [ 3 ] | 1.8%   |
| U.S. Decennial Census |      |       |        |